# Pseudo-Boltraffio
Pseudo-Boltraffio es el nombre con el que se conoce en la historia del arte a un pintor desconocido de la escuela lombarda que trabajó entre 1500 y 1530. 

## Identificación y trabajo
En 1920 el historiador del arte Wilhelm Suida acuñó el nombre Pseudo-Boltraffio para referirse a un pintor de la escuela de Leonardo da Vinci (los conocidos como Leonardeschi) cuya identidad se desconoce hasta el día de hoy y cuyas obras habían sido consideradas durante mucho tiempo como realizadas por Giovanni Antonio Boltraffio, o lo son todavía hoy. Se trata de un artista que supo recopilar y unir elementos de diferentes pintores sin llegar por completo a su originalidad. Su especialidad era experimentar con colores brillantes pero de buen gusto y hacer que sus cuadros fueran tan hermosos que no hubiera lugar para imperfecciones naturales visibles. 
Le gustaba pintar cabezas amorosas, juveniles e imaginativas en estilo leonardesco, que tenían una gran demanda en ese momento. También creó una serie de Madonnas y algunos retablos. Ninguna de las obras puede fecharse con firmeza, por lo que hay que recurrir a datos comparativos, es decir, a los modelos en los que se basó. Se trataba principalmente de obras del propio Leonardo da Vinci, pero también de Andrea Solari, Marco d'Oggiono y sobre todo Giovanni Antonio Boltraffio, con cuyos cuadros sus obras se confundían a menudo en el pasado. Incluso hoy, algunas adscripciones fluctúan entre Boltraffio y el pseudo-Boltraffio.
La obra que se le atribuye es bastante extensa. No obstante, muchos museos del mundo exhiben obras que se sospechan que son suyas simplemente como atribuidas a un "seguidor de Giovanni Antonio Boltraffio", sin mayores precisiones, a causa de la falta de mayor información.

## Lista de algunas posibles obras del Pseudo-Boltraffio en museos del mundo
- Berlín, Gemäldegalerie
  - Virgen con el Niño.
- Florencia, Galleria degli Uffizi
  - Narciso.
- Londres, Galería Nacional
  - Narciso.[1]
  - Virgen con el Niño.[2]
- Milán, Pinacoteca di Brera
  - Virgen con el Niño, san Pablo y san Juan y un ángel.[3]
- El Paso (Texas), Museo de Arte de El Paso
  - Virgen con el Niño.[4]

## Galería

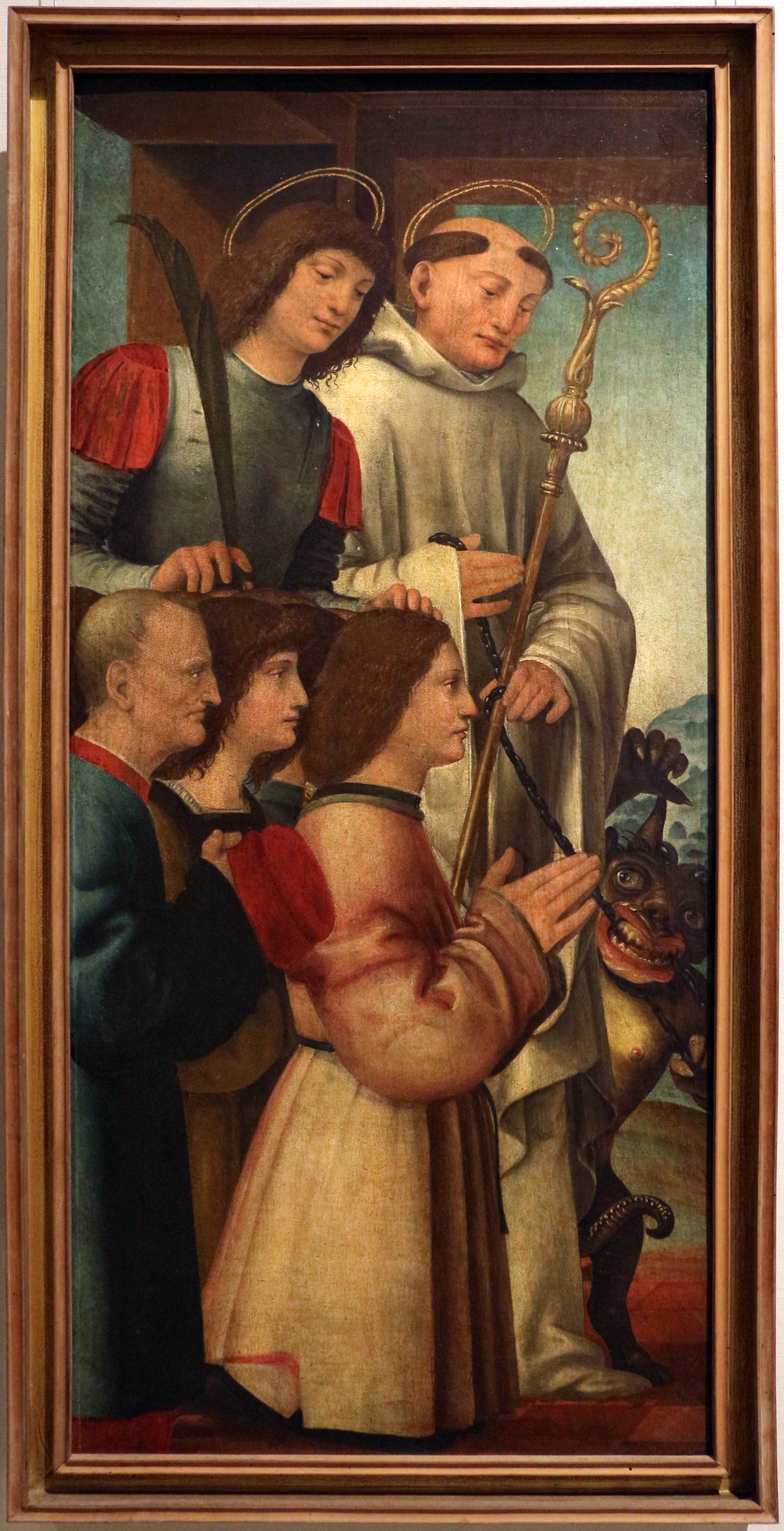
Devotos con san Gervasio y san Bernardo, hacia 1510-1515 Pinacoteca del Castello Sforzesco (Milán)
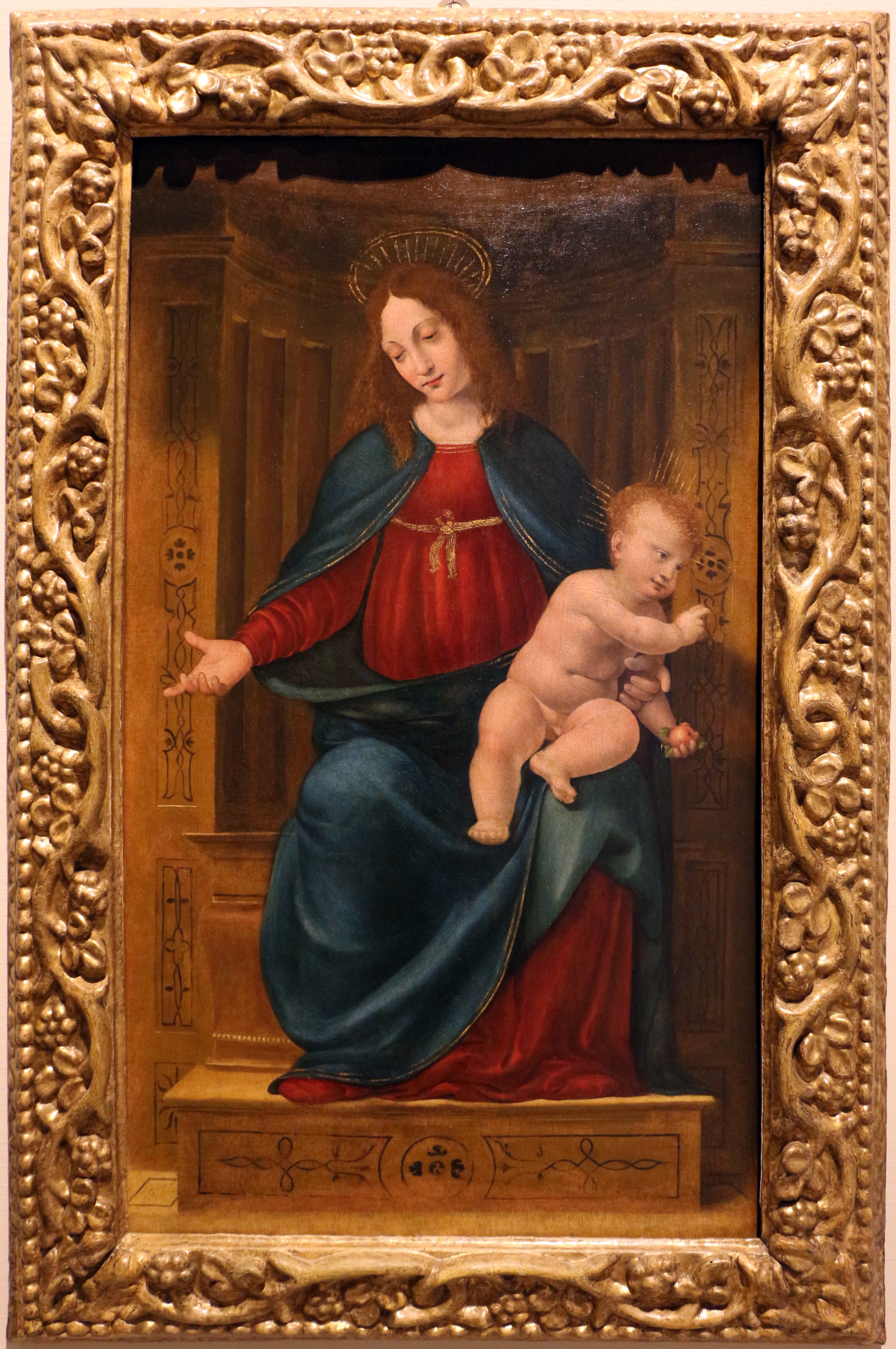
Virgen entronizada con el Niño bendiciendo, hacia 1510-1515 Pinacoteca del Castello Sforzesco (Milán)
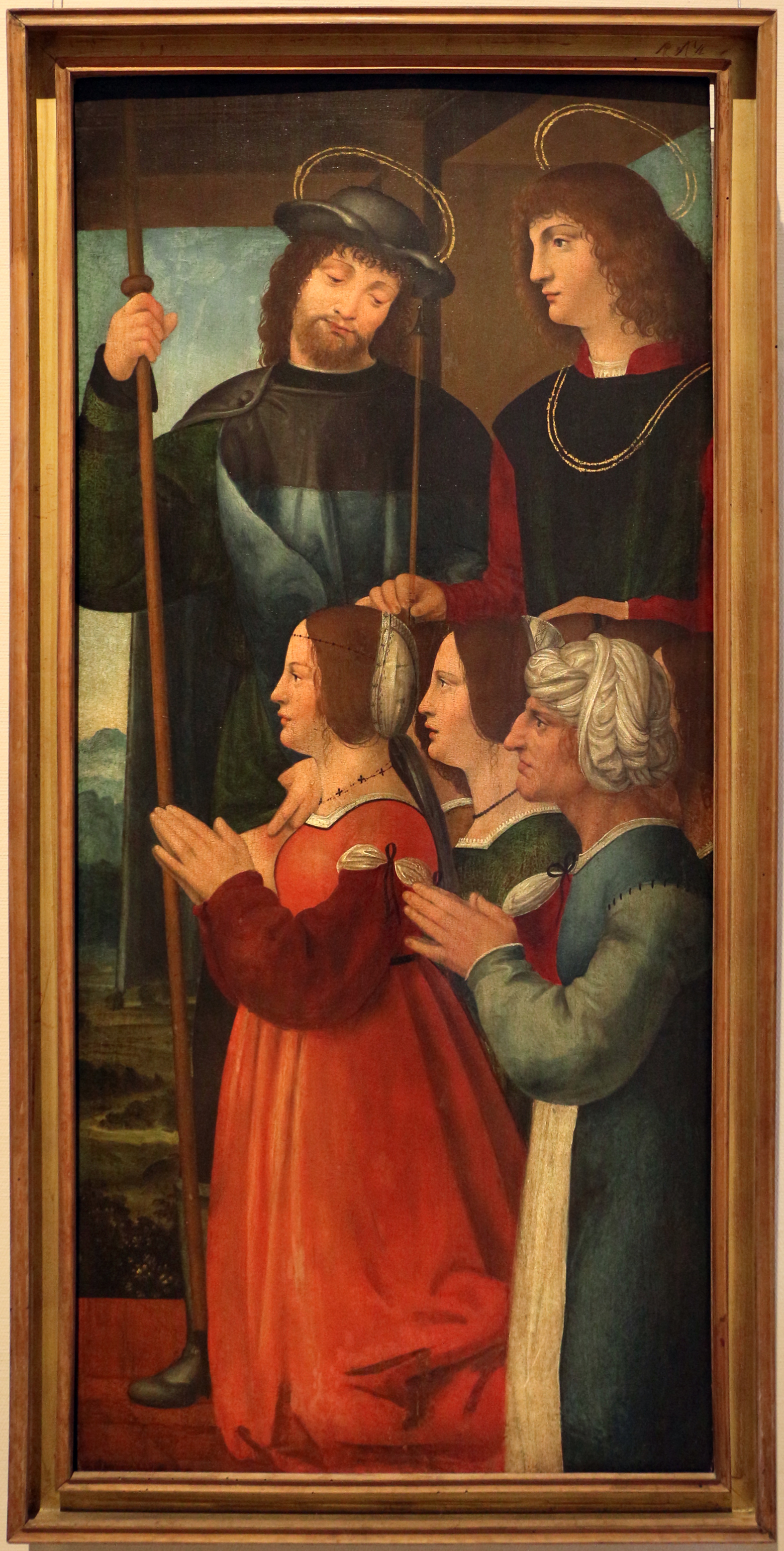
Devotas con san Sebastián y san Roque, hacia 1510-1515 Pinacoteca del Castello Sforzesco (Milán)